# ایوون لودانوا
ایوون لودانوا (فرانسوی: Yvon Ledanois‎؛ زادهٔ ۵ ژوئیهٔ ۱۹۶۹) دوچرخه‌سوار اهل فرانسه است.